# Xanthophenax dissimulator
Xanthophenax dissimulator är en stekelart som beskrevs av André Seyrig 1932. Xanthophenax dissimulator ingår i släktet Xanthophenax och familjen brokparasitsteklar. Inga underarter finns listade i Catalogue of Life.